# Ozanne
Die Ozanne ist ein Fluss in Frankreich, der im Département Eure-et-Loir in der Region Centre-Val de Loire verläuft. Sie entspringt im Regionalen Naturpark Perche, im Gemeindegebiet von Beaumont-les-Autels, entwässert generell in östlicher Richtung und mündet nach rund 46 Kilometern im Gemeindegebiet von Bonneval als rechter Nebenfluss in den Loir.

## Orte am Fluss
- Dampierre-sous-Brou
- Brou
- Yèvres
- Dangeau
- Trizay-lès-Bonneval